# Julie Billiart
Sainte Julie Billiart, née Marie-Rose-Julie Billiart le 12 juillet 1751 à Cuvilly, près de Compiègne, dans l'Oise (royaume de France) et morte le 8 avril 1816 à Namur (royaume des Belgiques, actuelle Belgique) est une religieuse française, fondatrice des Sœurs de Notre-Dame. 
Béatifiée par Pie X, le 13 mai 1906, Julie Billiart est canonisée par Paul VI le 22 juin 1969. Liturgiquement, elle est commémorée le 8 avril.

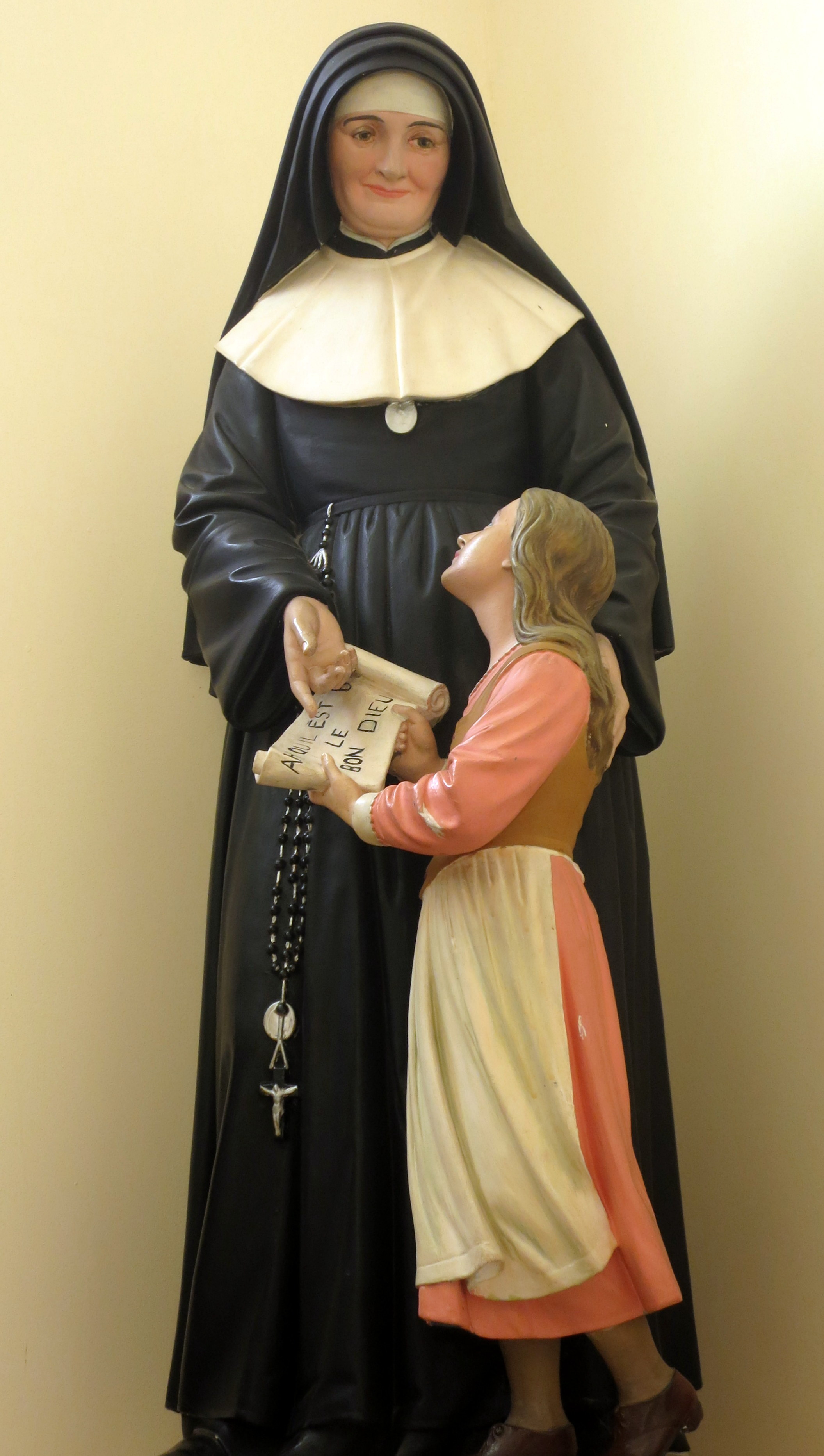
Statue à l'église St. Julie Billiart d'Hamilton dans l'Ohio.

## Biographie

### Famille et jeunesse
Née le 12 juillet 1751, à Cuvilly, un village au nord de Compiègne, Julie est la sixième des sept enfants de Jean-François Billiart et Marie Debraine. À l’âge de sept ans, elle connaissait son catéchisme par cœur et prenait plaisir à réunir d’autres enfants autour d'elle pour le leur faire réciter. Pour le reste, son éducation se limite à des rudiments d’alphabétisation acquis à l'école de village tenue par son oncle, Thibault Guilbert. Mais en matière spirituelle, elle montre une telle dévotion et maturité que le curé, le père Dangicourt, n’hésite pas à l'autoriser à faire sa première communion et à recevoir la confirmation dès l’âge de 9 ans. Elle fait un vœu privé de chasteté cinq ans plus tard.
À vingt-trois ans (1774), Julie Billiart subit un grave choc nerveux causé par un coup de pistolet tiré sur son père par un inconnu (sans doute un rival en affaires commerciales). Cela entraîne une grave maladie qu’elle supporte avec courage. Huit ans plus tard (1782), nouvelle épreuve physique : Julie est victime d’une épidémie. Mal soignée par le médecin du village (qui lui fait de nombreuses saignées aux pieds), elle reste paralysée des membres inférieurs.
Les années qui suivent, elle reste confinée à son lit en étant frappée d'incapacité partielle pendant 22 ans. Elle reçoit quotidiennement la sainte communion et peut laisser libre cours à son inclination pour la prière : elle y passe plusieurs heures par jour. Cependant, jamais fermée sur elle-même, elle rend service à l’église paroissiale en confectionnant du linge d’autel. Surtout, elle continue à domicile la catéchisation des enfants du village qu’elle rassemble autour de son lit, en accordant une attention particulière à ceux qui se préparent à leur première communion.

### Formation du groupe à Amiens
À Amiens, où elle s’est réfugiée avec la comtesse Baudoin durant la période révolutionnaire, un petit groupe se forme autour d'elle, comprenant Françoise Blin de Bourdon (en), originaire de Gézaincourt, qui avaient échappé de peu à la Terreur ainsi que d’autres. Elles se réunissent dans la chambre de Julie, handicapée, qui les forme à une vie intérieure plus profonde et au service de Dieu et des pauvres. Quelques exercices religieux de vie communautaire sont également pratiqués. Mais ce groupe ne se soudera pas. Seule Françoise Blin de Bourdon restera avec Julie Billiart.

### Fondation de l’institut

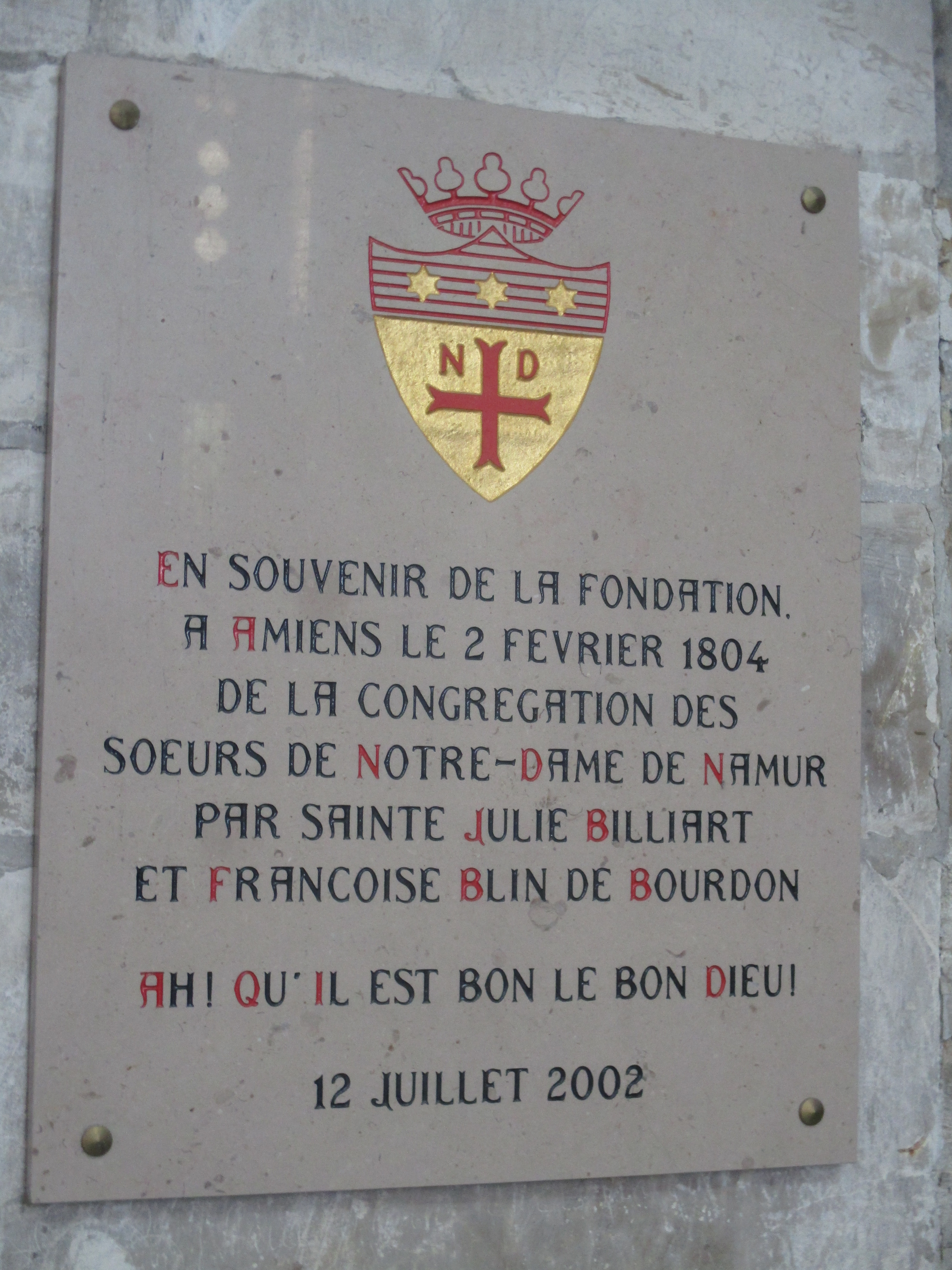
Plaque commémorative à la cathédrale Notre-Dame d'Amiens.

En 1803, suivant les indications de son guide spirituel le père Joseph Varin, supérieur des « Pères de la Foi », elle propose à l’évêque d’Amiens la fondation d’un institut qui s’appellerait « Sœurs de Notre-Dame », ayant pour objet principal le salut des enfants pauvres. Les statuts sont rédigés avec l’aide du père Varin. Plusieurs jeunes personnes animées du même idéal s’offrent pour assister les deux fondatrices Julie et Françoise. Par ailleurs, huit orphelins sont reçus. La fondation est officiellement créée le 2 février 1804 à Amiens.
En la fête du Sacré-Cœur, le 1er juin suivant, à la suite d’une neuvaine faite en obéissance à son confesseur le père Varin, Julie Billiart est guérie de son infirmité. Quelques mois plus tard, le 15 octobre 1804, elles sont quatre à prononcer leurs premiers vœux de religion dans le nouvel institut religieux : Julie Billiart, Françoise Blin de Bourdon, Justine Garson et Victoire Leleu. Leur travail sera l’éducation des jeunes filles, et la formation d’enseignants chrétiens.
Une règle provisoire (pour une période d’essai) leur est fournie par le père Varin. Elle est si clairvoyante et ouverte que pour l’essentiel elle n’a pas subi de modification majeure au cours des deux siècles d’existence de l’institut. Elle est inspirée des Constitutions de la Compagnie de Jésus.
Le gouvernement est assuré par une supérieure générale qui visite régulièrement chaque maison, et désigne les responsables locales, tout en correspondant directement, quand nécessaire, avec les membres dispersés. La distinction séculaire (très Ancien Régime) entre sœurs de chœur et sœurs converses, n’existe pas. Cette égalité de rang permet que chaque religieuse reçoive un travail adapté à sa formation et ses capacités. Une grande importance est accordée à la formation des sœurs destinées aux écoles, ce en quoi elle est grandement aidée par Françoise Blin de Bourdon (devenue Mère Saint-Joseph) qui elle-même avait reçu une excellente éducation.
Lorsque la congrégation des Sœurs de Notre-Dame reçoit l’approbation impériale officielle (19 juin 1806), elle compte une trentaine de membres. Des fondations ont été faites dans plusieurs villes de France, ainsi qu’à Gand et Namur, en Belgique. Mère Saint-Joseph est la première supérieure de la maison de Namur.

### D’Amiens à Namur
En l’absence de père Varin, le confesseur de la communauté, l'abbé Louis de Sambucy Sainte-Estève, ancien prêtre réfractaire et fort marqué de l’esprit de Restauration post-révolutionnaire, tente d’imposer aux religieuses des changements aux statuts et règles de la nouvelle congrégation afin d’en ramener l’esprit et la vie aux anciens ordres monastiques. Il parvient à en convaincre l'évêque d’Amiens, Jean-François de Mandolx.
Julie Billiart n’a d’autres choix que de quitter le diocèse d'Amiens. Par ailleurs, fort satisfait du travail accompli dans son diocèse par les sœurs de Notre-Dame qui s’y trouvent déjà, Joseph Pisani de La Gaude, évêque de Namur, s’empresse d’inviter Julie Billiart à faire de sa ville épiscopale le centre de sa congrégation.
Avant de quitter Amiens, Mère Julie Billiart présente la situation aux membres de la congrégation. Elles sont libres de la suivre à Namur ou de rester à Amiens. Toutes sauf deux choisissent de l’accompagner à Namur. Ainsi, au cours de l’hiver 1809, le couvent de Namur devient la maison-mère de la congrégation des sœurs de Notre-Dame, ce qu’elle est encore aujourd’hui. Reconnaissant son erreur, Jean-François de Mandolx fait tout pour que les sœurs reviennent dans son diocèse. La mère Julie Billiart lui rend visite mais, constatant que les obstacles à leur épanouissement apostolique ne sont pas encore entièrement levés, retourne définitivement à Namur.

### Sept dernières années

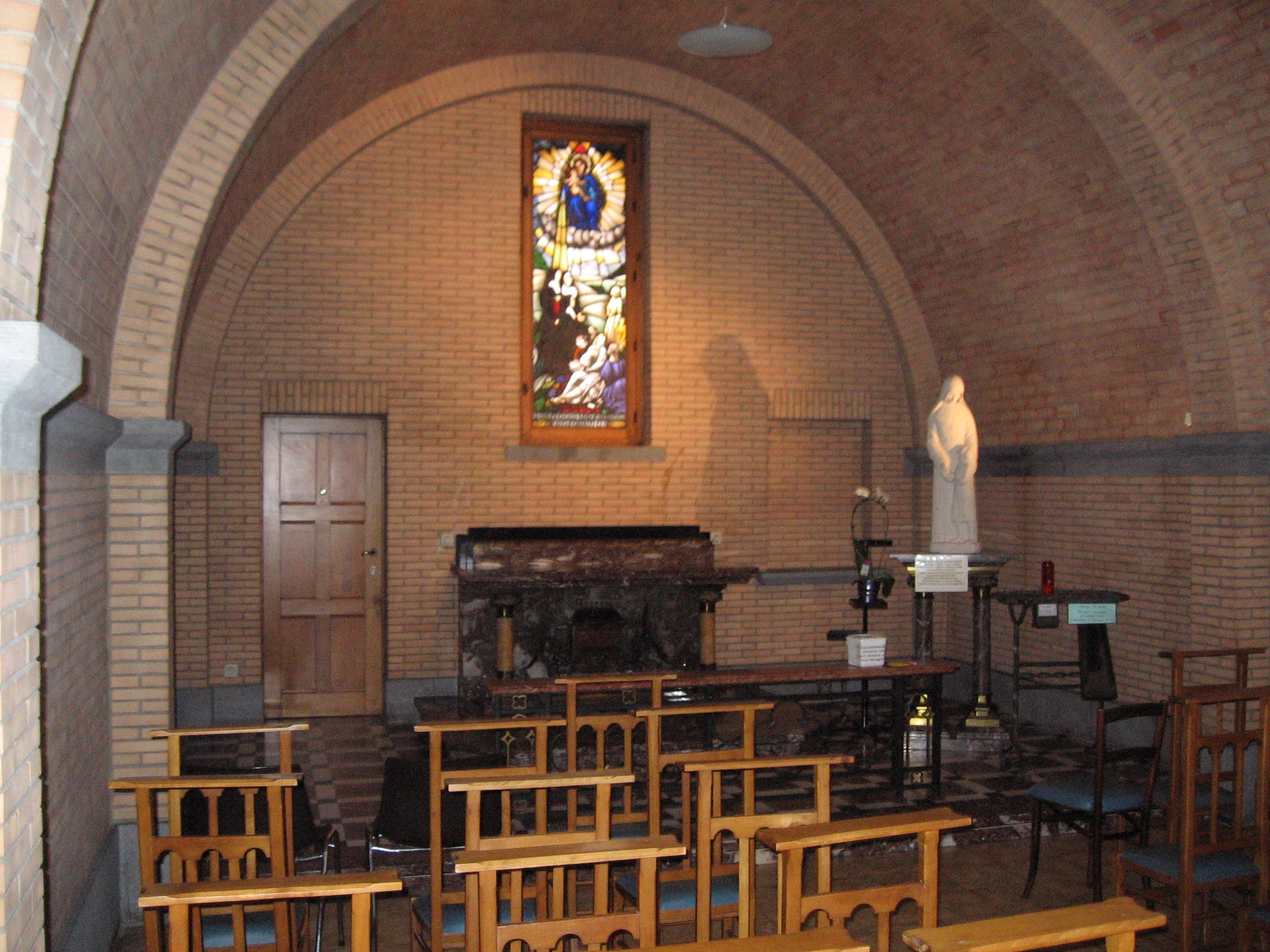
Chapelle Sainte Julie Billiart, à Namur.

Les sept dernières années de sa vie se passent à consolider la jeune congrégation, y formant ses filles à une piété solide et à une vie intérieure intense, dont elle est elle-même le modèle. Maurice de Broglie, évêque de Gand, dira de Julie Billiart qu'elle a sauvé plus d'âmes par sa vie intérieure d’union intense à Dieu que par son activité apostolique.
En l'espace de douze ans (de 1804 à 1816) la mère Julie Billiart a fondé 15 couvents et, comme supérieure générale, fit plus d’une centaine de voyages pour les visiter régulièrement — souvent dans des conditions pénibles de transport — et entretenu une correspondance suivie avec ses filles spirituelles. Des centaines de ces lettres sont conservées aux archives de la maison-mère.
En 1815, la Belgique est le champ de bataille des guerres napoléoniennes, ce qui donne beaucoup d’anxiété à la supérieure générale car plusieurs de ses couvents se trouvent sur les chemins des armées, mais ils sortent de la tourmente sans dommage majeur.
En janvier 1816, Julie Billiart tombe malade. Trois mois plus tard, le 8 avril 1816, elle meurt au couvent de Namur qu'elle avait fondé plusieurs années auparavant. Son corps y repose dans la chapelle. Elle avait 64 ans.

## Vénération et souvenir
Le procès en vue de sa béatification est ouvert en 1881. Béatifiée le 13 mai 1906 par le pape Pie X, elle est canonisée en 1969 par Paul VI. Liturgiquement elle est commémorée le 8 avril par l'Église catholique.
Une église porte son nom à Rome, et une autre à Hamilton dans l'Ohio.

## Citations
- Sa devise : « Une grande foi, vivre un amour sans borne, une simplicité d'enfant ».
- « Quand je me réveille, ce qui se présente d'abord à moi, c'est un sentiment d'admiration et de reconnaissance de la bonté de Dieu qui veut bien me donner encore un jour pour le glorifier ».
- « Je dois bien mettre ma confiance en Dieu dans mes voyages ; je vois si visiblement la Providence dans tant d'événements dont je ne saurais comment me tirer et, toutes les fois que je suis embarrassée, le Bon Dieu vient à mon secours ; aussi je ne m'inquiète de rien. Vous savez que je n'ai pas d'esprit ; il faut que le Bon Dieu fasse tout ».